# Plainville (Geòrgia)
Plainville és una població dels Estats Units a l'estat de Geòrgia. Segons el cens del 2000 tenia 257 habitants.

## Demografia
Segons el cens del 2000, Plainville tenia 257 habitants, 98 habitatges, i 68 famílies. La densitat de població era de 168,2 habitants/km².
Dels 98 habitatges en un 37,8% hi vivien nens de menys de 18 anys, en un 55,1% hi vivien parelles casades, en un 13,3% dones solteres, i en un 29,6% no eren unitats familiars. En el 21,4% dels habitatges hi vivien persones soles el 7,1% de les quals corresponia a persones de 65 anys o més que vivien soles. El nombre mitjà de persones vivint en cada habitatge era de 2,62 i el nombre mitjà de persones que vivien en cada família era de 3,14.
Per edats la població es repartia de la següent manera: un 26,8% tenia menys de 18 anys, un 11,3% entre 18 i 24, un 30,7% entre 25 i 44, un 19,1% de 45 a 60 i un 12,1% 65 anys o més.
L'edat mediana era de 35 anys. Per cada 100 dones de 18 o més anys hi havia 97,9 homes.
La renda mediana per habitatge era de 28.654 $ i la renda mediana per família de 30.000 $. Els homes tenien una renda mediana de 25.625 $ mentre que les dones 20.875 $. La renda per capita de la població era de 14.046 $. Entorn del 16,3% de les famílies i el 18,1% de la població estaven per davall del llindar de pobresa.

## Poblacions més properes
El següent diagrama mostra les poblacions més properes.